# 鉤昌期
鉤昌期（1116年—？），字應辰，小名慶孫，小字慶慶，宋代渠州鄰水縣德游鄉榮來里人，紹興十八年（1148年）戊辰科舉第五甲第百三十七人進士。